# Аэросомы
Аэросо́мы, или га́зовые вакуо́ли, — внутриклеточные газовые полости, имеющиеся в основном у водных прокариот (пурпурные, серные, зелёные бактерии, некоторые цианобактерии и клостридии), как фото-, так и хемотрофных. Аэросомы обеспечивают плавучесть клеток и позволяют им менять глубину своего погружения.

## Строение
Каждая аэросома состоит из множества веретенообразных пузырьков длиной от 200 до 1000 нм и диаметром около 75 нм. Она окружена складчатой белковой оболочкой толщиной около 2 нм, наружная поверхность которой гидрофильная, а внутренняя — гидрофобная. Оболочка предохраняет аэросому от действия внешнего давления.
Аэросомы преломляют свет, а их оболочка свободно проницаема для газов и непроницаема для воды.

## Функции
Газовые вакуоли обеспечивают способность клеток плавать и их расположение в определённом слое воды с наиболее благоприятными условиями для клетки. Количество газов в аэросомах пропорционально их количеству в клетке и внешней среде. Увеличение количества газов, а значит, и аэросом уменьшает плотность клетки, и клетка поднимается вверх. Всякий раз новые аэросомы образуются de novo, т.е. «с нуля». Если клетку с аэросомами поместить в среду с более высоким атмосферным давлением, то аэросомы исчезают и не восстанавливаются.